# William Donald Schaefer
William Donald Schaefer (Baltimore, 2 november 1921 - Catonsville, 18 april 2011) was een Amerikaans politicus.
Als lid van de Democratische Partij werd hij in 1971 burgemeester van Baltimore. In 1986 werd hij verkozen tot gouverneur van Maryland. Hij won de verkiezingen met 82% van de stemmen, op dat moment het hoogste percentage ooit voor staatsgebonden verkiezingen in Maryland. In 1990 werd hij herverkozen met slechts 60% van de stemmen. Als gouverneur zorgde hij voor de bouw van het Oriole Park at Camden Yards, nam hij maatregelen tegen de vervuiling van de Chesapeake Bay en zorgde hij voor hogere standaarden op overheidsscholen.
Schaefer overleed op 89-jarige leeftijd in het St. Agnes Hospital in Baltimore ten gevolge van een longontsteking.